# Sollwitt
Sollwitt (frisó septentrional Salwit, danès Solved) és un municipi del districte de Nordfriesland, dins l'Amt Viöl, a l'estat alemany de Slesvig-Holstein. És a 20 kilòmetres de Husum. El riu Arlau hi neix. El 31 de desembre del 2023 tenia 304 habitants.